# Mama Quilla
Mama Quilla (del quítxua mama "mare" i killa "lluna) era la germana i l'esposa del déu Inti (déu del sol) en la mitologia inca. Aquesta deessa, representada per la Lluna, va ser generalment la tercera divinitat en la cort celestial inca, després d'Inti i Illapu (déu del tro), tot i que algunes comunitats costeres entre les quals s'incloïen la civilització chimú, van considerar-la en igualtat de rang.
Es creia que regulava el cicle menstrual de les dones, que es calculava a partir de la lluna creixent i minvant, i a partir d'aquests cicles es fixaven els períodes per a les festes inques.
Reproduïda com a dona, s'acompanyava d'una lluna representada amb la forma ritual d'un disc de plata i així apareixien els llamps com un altre dels seus atributs de poder. Era la mare del firmament, d'ella es tenia una estàtua en el Temple del Sol, en el qual un orde de sacerdotesses li retia culte. A Cusco, capital de l'imperi, hi havia un temple propi atès igualment per sacerdotesses. Naturalment, a la deessa Mama Quilla estava adscrit el fervor religiós de les dones, i elles eren qui formaven el nucli de les seves fidels seguidores, ja que ningú millor que la deessa Mama Quilla podia comprendre els seus desigs i temors, i donar-los l'empara cercada.